# Bohunka z Kunovic
Bohunka z Kunovic (1582–1614) byla moravská šlechtična a první manželka Ladislava Velena ze Žerotína.

## Život
Bohunka se narodila roku 1582 šlechtici Arklebovi z Kunovic a Elišce ze Šternberka. Ve svých devatenácti letech byla provdána za Ladislava Velena ze Žerotína. Svatba se uskutečnila v březnu 1601 v Uherském Brodě. Měli spolu syna Bartoloměje (?–1640). Bohunka z Kunovic zemřela roku 1614.

## Památky na Bohunku z Kunovic
- nad portálem hřbitovního kostela Povýšení sv. Kříže v Moravské Třebové z roku 1603 je umístěna alianční deska s erby Ladislava Velena ze Žerotína a Bohunky z Kunovic[3]
- nad vstupním portálem zámku v Tatenici jsou umístěny erby Ladislava Velena ze Žerotína a Bohunky z Kunovic a letopočet 1606[4]
- Zvon sv. Barbory z roku 1614 v kostele sv. Barbory v Zábřehu nechal ulít Ladislav Velen ze Žerotína, jeho erb i erb Bohunky jej zdobí[1]
- v roce 2019 byla na nádvoří zámku v Moravské Třebové odhalena Bohunčina busta[5]

## Galerie

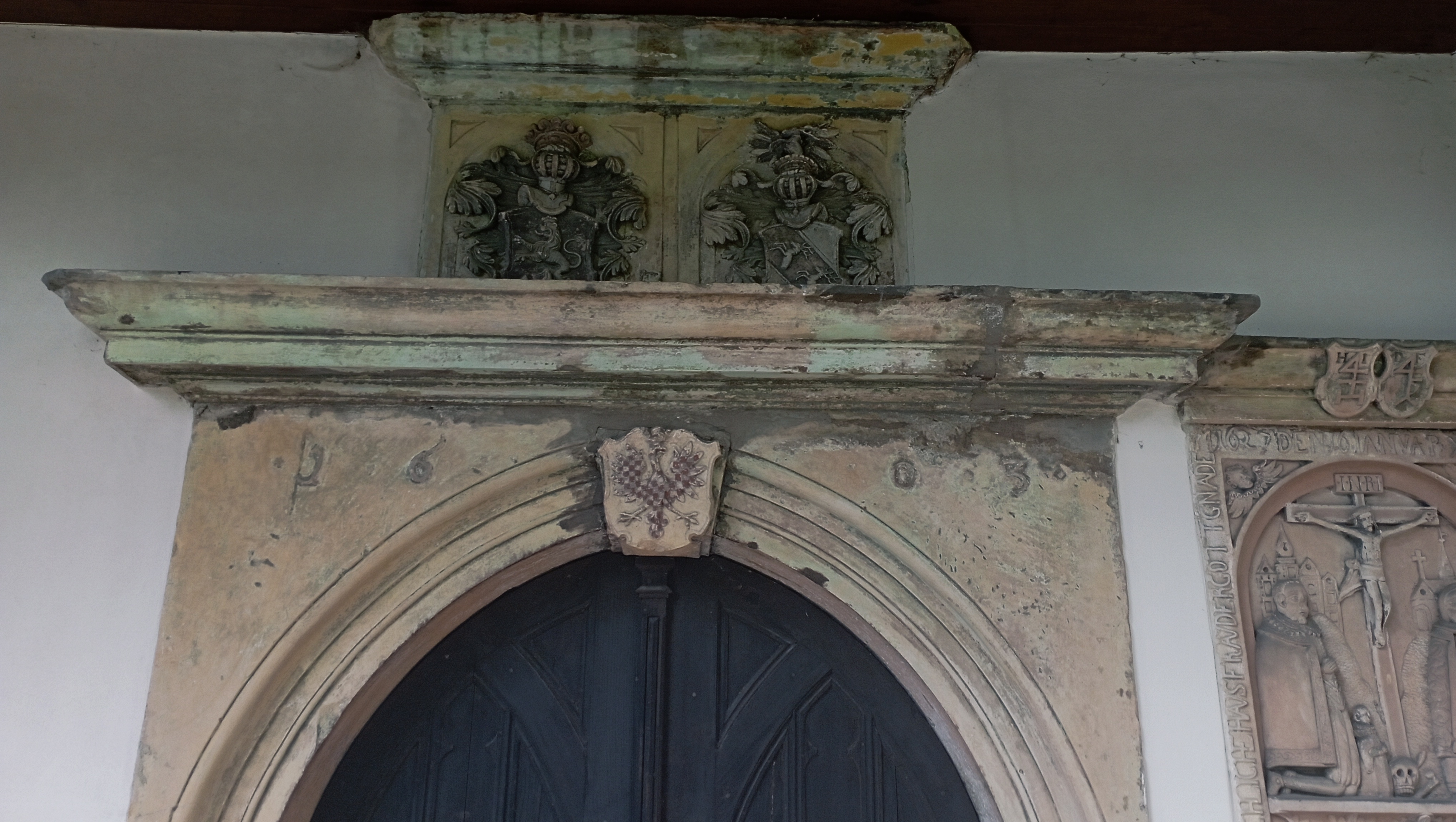
Erby nad portálem kostela v Moravské Třebové
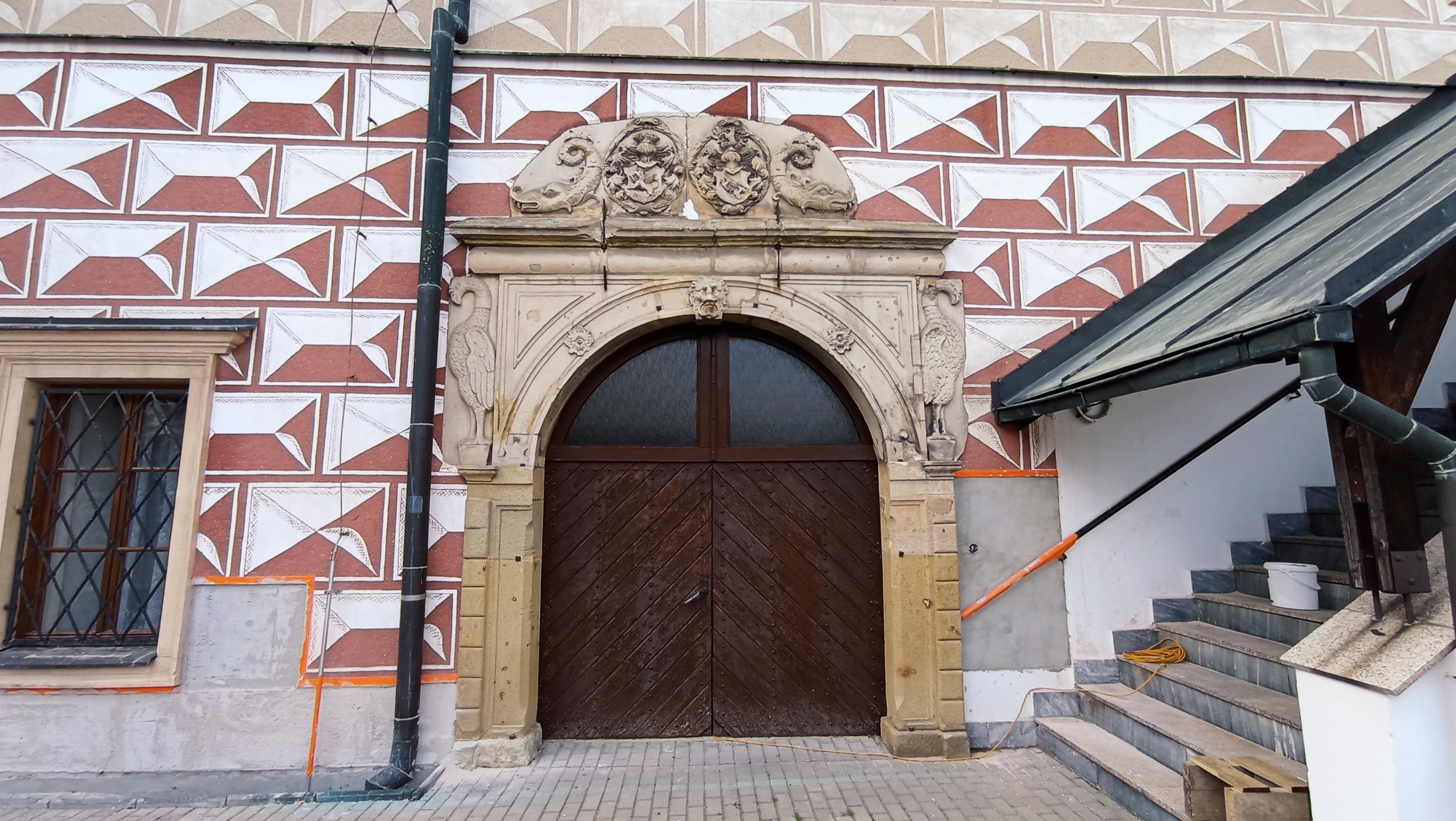
Portál zámku Tatenice
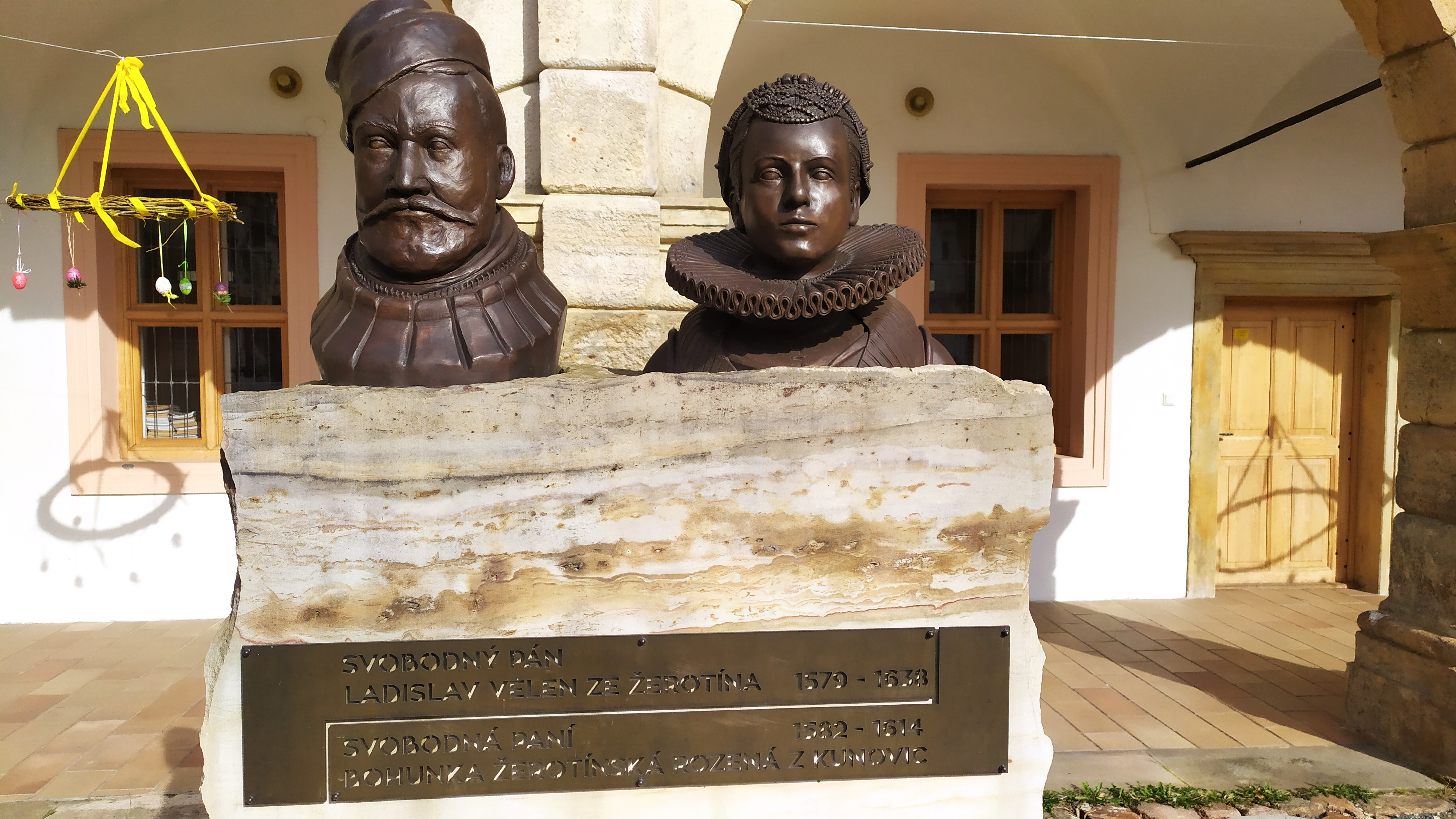
Busty Ladislava Velena ze Žerotína a Bohunky z Kunovic